# 1893 Jakoba
1893 Jakoba је астероид главног астероидног појаса са средњом удаљеношћу од Сунца која износи 2,707 астрономских јединица (АЈ).
Апсолутна магнитуда астероида је 11,9.